# ارخام چنگلای
ارخام چنگلای (تایلندی: อาคม เฉ่งไล่؛ زادهٔ ۱۱ ژوئن ۱۹۷۰) بوکسور اهل تایلند است.